# Борис Христов
 Тази статия е за оперния певец.  За писателя и поет вижте Борис Христов (писател).  
Борис Кирилов Христов е български певец (бас), работил през голяма част от живота си в Италия. Определян е като един от най-великите оперни изпълнители на XX век.

## Биография

### Произход, образование, музикална кариера в България
Борис Христов е роден на 18 май 1914 година в град Пловдив, в семейството на Кирил Христов Совичанов и съпругата му Райна Тодорова Попиванова. По това време баща му е гимназиален учител в Пловдив. Той произхожда от буден български род от македонския град Битоля, деец е на Вътрешната македоно-одринска революционна организация и на Илинденската организация. Дядото на Борис по бащина линия – Христо Совичанов–Псалта, участва в революционните борби, касиер е на Битолския революционен окръг. Той пеел толкова хубаво, че при служба в битолската българска черква „Света Богородица“ пред входа се събирали и друговерци (турци, евреи) да го слушат и разказвали, че когато Христо псалта пеел, дори птичките замлъквали, за да го чуят. И трите му деца имат певчески дар, Кирил (бащата на Борис Христов), е тенор, Георги е бас-баритон, Олга е мецосопран. Майката на Борис Христов, Райна, е софиянка по баща, а по майка произхожда от македонския град Прилеп, с дядо самоук цигулар и певец. Борис Христов има по-голям брат – Николай, юрист, с голяма музикална култура, който пее и композира.
Още докато Борис Христов е дете, семейството му се премества в София, където живеят в малката родна къща на майка му на улица „Цар Самуил“ № 43, скътана навътре в двора. После по инициатива и концепция на майка му родителите построяват новата къща, изнесена вече до улицата (днес Музикален център „Борис Христов“). През 1932 година завършва гимназия и е раздвоен за пътя, по който да поеме. По настояване на майка си постъпва, както по-рано и брат му, в Юридическия факултет на Софийския университет и го завършва през 1938 година. След това отбива военната си служба в ескадрона за запасни офицери при Първи конен полк в София. Изкарва служебен стаж в Пазарджик.
През 1933 година е приет в хор „Гусла“, издържайки конкурс, толкова тежък, колкото и постъпването в операта. Диригентът на хора проф. Асен Димитров цени високо дарбата му: „Трябва да бъдеш благодарен на небето! Ти трябва да се отдадеш на пеене. Трябва да учиш. Имаш дарование, което ще те отведе до висоти, за гордост на България! Инак – грях ти на душата!“ При гостуването на Фьодор Шаляпин през 1934 година в Софийската опера в ролята на Годунов, за по-голяма мащабност на постановката и подсилване на оперния хор са поканени няколко души от хор „Гусла“, сред които и Борис Христов. Така той участва в някои от представленията с Шаляпин и според думите на Любен Живков, негов приятел и хорист, е зашеметен: „Какво ми говориш ти – сола да пея! Видя ли го Шаляпин? Къде ще се бъркаме ние в работи за богоизбрани хора?“ Все пак, според разказаното от Николай Масалитинов пред негови студенти, Борис Христов се явява пред Шаляпин с молба за прослушване. „Великият певец, може би завладян от присъствието на този строен и стеснителен млад човек, веднага се съгласи. Когато младежът изпя едно-две неща и очакваше строгата присъда, Феодор Николаевич стана, прегърна го и очарован възкликна: „Мили мой, вие трябва да се учите! И непременно в Италия да се учите!“
Поради вродената му сдържаност и скромност дълго време от хор „Гусла“ не успяват да склонят Борис Христов да е солист. Но на концерт на хора през 1940 година в зала „България“ Борис Христов изпълнява като солист песента „Ех ты, степь широкая“ и получава възторга на публиката и три биса. Освен в „Гусла“ пее и в Академичния хор, а след това постъпва и в хора на храм-паметника „Свети Александър Невски“, където работи с диригента Добри Христов и неговия помощник Ангел Попконстантинов. Все повече се увлича в концертната дейност на хоровете, а гласът му прави все по-силно впечатление. В началото на 40-те години е поканен в камерния църковен хор към дворцовия параклис, висококвалифициран състав, в който са и Рафаил Алексеевич, Георги Алексеевич и Ангел Попконстантинов. Пак по това време колегите му от хор „Гусла“ го насърчават за певческа кариера и изпращат писмо до Министерството на просветата за отпускане на стипендия за обучението му в Италия.
На Богоявление 1942 година (19 януари) Борис Христов участва в службата на малкия хор пред дворцовия параклис. Температурата е минус 18 градуса и след службата са поканени на малка закуска; започват песни, а цар Борис III влиза и чува изпълнение на Борис Христов. Възхитен от гласа му, той проявява желание да присъства на негов спектакъл в операта и, разбирайки, че е съдия, изразява мнение, че съдиите са нещо важно, но има достатъчно, а добрите певци са рядкост. Ангел Попконстантинов обяснява за отдавна чаканата стипендия. През април Министерството на народното просвещение отпуска на Борис Христов стипендия за едногодишно усъвършенстване в Италия.
Заминава за Италия на рождения си ден, 18 май 1942 година. От хор „Гусла“ му дават писмо до Бениамино Джили с молба за изслушване и съдействие. Така той приключва с юридическото поприще, но години по-късно споделя: „Правото ми даде много за израстването ми като личност, като съзнателен гражданин, ме накара да мисля широко и да преценявам всички постъпки по-мъдро, да анализирам, да вземам бързи, логични решения“.

### Музикално обучение (1942 – 1945)
В Италия Борис Христов се явява пред Джузепе Де Лука, който му препоръчва Рикардо Страчари в Рим и обещава да следи обучението му. Възниква въпросът бас или баритон е гласът му: Де Лука повече клони към бас с високи тонове, Страчари обаче смята, че е баритон. Следва прослушване при Бениамино Джили, който също се колебае, но по-скоро смята, че е бас-кантанте; препоръчва му Кароци в Милано. Първоначално Христов избира Кароци (който също смята гласа му за баритон), но след месец отива в Рим при Страчари. Самият той е много объркан: „Какъв певец съм аз – бас или баритон? Ужасно, ужасно!“, но постепенно се убеждава, че е бас, и успява да убеди и Страчари, че е такъв. Уроците са интензивни, дори през ваканцията маестрото го кани в родното си място, за да продължат. Години след това музикалната критика отбелязва: „Христов е най-необикновеният певец, защото, въпреки че гласът му има качества на бас, той си служи с него с лекота, съвършенство, богатство в отсенките и правдивост в интерпретацията, които качества са по-присъщи на един баритон“.
През 1943 година военновременните условия и бомбардировките на Рим усложняват положението на певеца; през тази година той два пъти се връща в България (април – юни, август – октомври), единия път внезапно и Страчари го търси чрез българското посолство: „Къде е този момък? Намерете го и го доведете с полиция! Знаете ли какво губите? Та той е изключение. Неговите заложби не могат да се проиграват – те принадлежат на света!“  В София той се среща с български музиканти, прави самостоятелен концерт в Радио София, акомпанира му Асен Димитров; от концерта оцелява един запис.
На 1 ноември 1943 година Борис Христов отново се отправя на запад, този път спира в Австрия. Взима уроци при проф. Грасроот във Виена, при проф. Фернандо Карпи в Прага, записва се на курс по драматично изкуство в Моцартеума в Залцбург, учи немски – но „все мечтая за Страчари и Де Лука“. Има концерти във Виена и Дрезден. Във Виена се явява на прослушване в Щатсоперата, но председателят на журито Карл Бьом го отхвърля, държейки се надменно и пренебрежително; казва му, че нямат нужда от такива гласове. Когато Христов става известен, Бьом се явява пред него с комплименти за гласа му, канейки го в свои представления, но Борис Христов му припомня случая и отказва всякакви участия под негово диригентство.
В края на 1944 година България е вече във война с Германия. В Австрия Александър Цанков създава българско правителство в изгнание и формира военен корпус от българи, които да се бият на страната на Германия. Борис Христов е поканен, но отказва да се включи в него. След няколко дена е арестуван и изпратен в пленнически лагер до Фелдкирх. Освободен е от него през май 1945 година от френските войски. Командващият полковник, чул неговото пеене, му помага да отиде в Италия, осигурявайки му придвижване до границата с военен джип. По-късно Борис Христов полага всички усилия да намери този човек („Той беше моят спасител!“), но безуспешно.
В Италия се оказва без никакви средства. Маестро Страчари с готовност подновява уроците си безвъзмездно, предишният му хазяин го настанява също безплатно, от Ватикана му отпускат карта като на бедняк за паничка чорба дневно. За да засити глада си, той пие много вода, но тревогата му е да не съсипе гласа си. През лятото на 1945 г. Страчари го взима със себе си през лятната си почивка и продължава да го обучава.

### Начало на музикалната кариера в Италия
Първият самостоятелен концерт на Борис Христов в Италия е през декември 1945 година в Рим, със симфоничния оркестър на музикалната академия „Санта Чечилия“, и е посветен на българската и руската музика. Той е част от цикъл концерти за международната култура, организирани от „Конвеньо д'арте“. Извикан на бис, пее оперни арии от Моцарт и Мусорски. Пресата отбелязва както прекрасния му глас, така и отличната школовка и зряло музикално чувство, както и голямата му артистичност.
Оперния си дебют прави на 12 май 1946 година в малката роля на Колин от операта „Бохеми“ на Пучини при откриването на новата опера в Реджо ди Калабрия. По-късно той разказва на Пенка Касабова: Като се изправих на сцената и прегърнах палтото, което уж трябваше да подавам, изведнъж се почувствах Колин. Просто не усещах, че играя, а бях Колин. Излезе чудесно. Салонът гръмна от ръкопляскания, които продължиха много. Тогава диригентът ми помаха с палката си и рече „Давай, Борис, ще го повторим“. Изпях арията повторно, но с това не се свърши. Аплодисментите се засилиха, та трябваше и трети път да пея арията на Колин. Тогава усетих, че мястото ми е на сцената. Колкото се радвах аз, толкова се радваха и другите млади певци край мен, а бях единствен чужденец между тях. Ето, това беше кръщението ми на оперната сцена. (бисовете са за арията „Веккия дзимара“.
Следват много покани за участия. Междувременно след Деветосептемврийския преврат новата власт в България не му подновява българския паспорт, което създава пречки и за музикалната му кариерата – поканен е на 3-месечно турне в Испания с най-големите италиански артисти, включително Бениамино Джили и Мафалда Фаверо, но липсата на паспорт осуетява участието му (1946). Нещо повече, от българското посолство го заплашват, че ако отиде, ще пишат до министерството в България и до всички вестници против него. „Не заминах само от страх да не пострадат родителите ми. От такива хора всичко може да се очаква <...> Нещастна България!“ – пише той до Пенка Касабова, а малко по-късно: „Реших в никакъв случай сега да не идвам, защото вече знам със сигурност, че няма да изляза“. Въпреки това идеята му за концерти в България не го напуска. Пее за първи път в Ла Скала в „Реквием“ от Брамс под диригентството на Виторио Гуи, по време на концертния сезон.
През 1947 г. той пее партията на Пимен в „Борис Годунов“ както в Римската опера, така и в Ла Скала, а за първи път изпълнява главната роля в тази опера – на Борис Годунов – в Каляри през 1948 г.
През 1947 – 1948 година в репертоара му са повече от 10 значими роли: Рамфис от „Аида“, Оровезо от „Норма“, Досифей от „Хованщина“, Пимен и Борис Годунов от „Борис Годунов“ и други. Участва в спектакли в Римската опера, Сан Карло в Неапол, в операта на Триест, в летния театър „Терми ди Каракала“ в Рим, във венецианския оперен театър Ла Фениче, в оперния театър в Палермо и други.
В този период особено значение за неговото развитието има работата му с големия руски педагог, театрален и оперен режисьор Александър Санин. Участва в три негови постановки: на „Борис Годунов“ в Римската опера, в ролята на Пимен (февруари 1947), на „Хованщина“ в Триест (февруари 1948) и отново на „Борис Годунов“, но в Каляри, и вече в главната роля на Борис Годунов (март 1948).
По това време започва и сътрудничеството му с Исай Добровен, изиграл значима роля за музикалния му път. Добровен го кани в „Хованщина“ и в „Борис Годунов“ (1949). Правят записи на „Княз Игор“ и „Садко“ (1950). Той го убеждава във възможностите му да изпее едновременно две партии в „Княз Игор“: на Галицки и Кончак, както и трите басови партии в „Борис Годунов“: на Борис, Пимен и Авраам (при запис).
През 1949 година пее в няколко опери в Ла Скала, сред които първата постановка в този театър на „Живот за царя“ („Иван Сусанин“), с голям успех. Излиза и в ролите на Досифей от „Хованщина“, граф Робинзон от „Тайният брак“ на Чимароза, Галицки и Кончак от „Княз Игор“.

### Международен успех
След като прави грамофонен запис на „Борис Годунов“ с оркестъра на Лондонската филхармония под диригентството на Караян, Борис Христов е поканен за участие в същата опера в Кралския театър „Ковънт Гардън“ през декември 1949 година. Неговото условие е да се приеме партитурата на Римски-Корсаков и е постигнат компромис. При първата репетиция с декор обаче настъпва критичен момент – той отхвърля сценографията на Питър Брук като несъвместима с духа и трактовката на произведението. Отхвърля и съветите на Караян да не пропуска шанса си и в резултат на конфликта отказва участието си и си стяга куфарите; в последния момент директорът на театъра Дейвид Уебстър отстранява Брук и дава право на Христов да действа според своите схващания. Промените в сценографията и в цялостното изграждане на спектакъла, създаването на творческа атмосфера и блестящото изпълнение на Борис Христов водят до огромен успех. Това е началото на дългогодишно сътрудничество с „Ковънт Гардън“.
Изявите му в Италия продължават: през февруари 1950 година за първи път изпълнява една от най-значимите си роли – на Мефистофел във „Фауст“ на Шарл Гуно, която получава широк отзвук в европейския печат. Критиката пише:  „Той като че наистина е сключил договор с дявола, за да може да го представи така величествено. Всяка нова интерпретация на този истински господар на сцената учудва и възбужда неоспоримо възхищение“. През май същата година за пръв път пее крал Филип в „Дон Карлос“ на Джузепе Верди, друга от най-популярните му роли, по време на Флорентинския музикален фестивал (Maggio Musicale Fiorentino). През 1951 година по време на същия фестивал прави забележително изпълнение в „Сицилианска вечерня“ (ролята на Прочида) с диригент Ерих Клайбер и с участието на звезди като Мария Калас, с която често си партнира през следващото десетилетие.
В началото на 50-те години завоюва голяма популярност във Франция. През 1952 година участва в получилия широка известност запис на „Борис Годунов“ в Париж, в който, по идея на диригента Исай Добровен, изпълнява и трите басови партии – на Борис Годунов, Варлаам и Пимен – три роли, твърде разнообразни, които той разграничава характерно и, според музиковеда Марсел Клавери, единствената им обща черта е красотата на тембъра на певеца. Записът носи на Борис Христов първата висока награда – голямата международна премия за грамофонна плоча (1953). Следват участия на парижката сцена, посрещнати възторжено.
През 1950 година получава покана да пее в нюйоркската „Метрополитън Опера“, но не е допуснат на територията на Съединените щати поради развихрилия се тогава маккартизъм, въпреки че не живее в България от десетилетие и фактически има разрешение за постоянно пребиваване в Италия, а и никога не е бил член на каквато и да е политическа партия. Отказът на входна виза е получен в Лондон, откъдето групата артисти, сред които са Виктор де Сабата, Валтер Гизекинг, Вилхелм Фуртвенглер и Херберт фон Караян, трябва да отплава. В знак на подкрепа останалите артисти решават да не заминат без него и отказват ангажимента. Борис Христов прави дебюта си в Съединените щати през декември 1956 година в операта в Сан Франциско с „Борис Годунов“. По-нататък гостува и на други големи американски сцени: в Чикаго (няколко пъти между 1957 и 1963 г.) в Питсбърг и други. През 1957 година отхвърля покана на Нюйоркската опера, тъй като искат да играе Мефистофел от „Фауст“ на Гуно във фрак, с бастун и монокъл (постановка на Питър Брук).
През 50-те години Борис Христов пее на сцените в Южна Америка с огромен успех.През 1953 година в Рио де Жанейро (Бразилия) е в ролите на Колин от „Бохеми“ и Дон Базилио от „Севилският бръснар“; в росиниевия герой той влага много нови, различни от традиционната интерпретация черти. През 1956 година гостува за първи път в Буенос Айрес (Аржентина) и за втори в Рио де Жанейро, навсякъде е приет с възторг.
През 50-те години гастролира три пъти в Испания (в оперния театър „Лисео“, Барселона), където за първи път прави опит всички певци да пеят на оригиналния език, руски, и в общи линии успява. Няколко пъти води със себе си и други български певци, между които Тодор Мазаров. По-късно гостува и в Мадрид.
Между 1955 и 1957 година Борис Христов реализира една от своите големи идеи: записва 63 песни на Модест Мусоргски (пълния цикъл) в четири грамофонни плочи. Записът е направен от La voix de son maître – Paris с националния оркестър на Френското радио под диригентството на Александър Лабински, а книжното тяло към албума е отпечатано през 1958 година. Певецът прави сам подготовката, пише подробни анализи към всяка песен, организира преводите – всички песни са отпечатани на руски, английски, френски и италиански, търси най-вярната стилистика. Критиците наричат неговото дело изследователско и „истински паметник на славата на Мусоргски“, с възхищение от целия запис се питат дали геният на композитора се разкрива най-добре в „Борис Годунов“ и „Хованщина“ или в тези малки песни с неочаквано сложно и покъртващо звучене в изпълнението на Борис Христов. Певецът пише: „Безмерната ми любов към гения на Модест Мусоргски ме накара да прегърна певческото изкуство“, и посвещава тези записи на паметта на брат си Николай Христов.

### 60-те години
Борис Христов продължава изявите си на сцените в Европа, Северна и Южна Америка. На Залцбургския фестивал през 1960 година, след изпълнението му на Филип II от „Дон Карлос“ пресата пише, че операта „би трябвало да се нарече „Филип II“, щом в тази роля излиза Борис Христов“. Неговият Борис Годунов в Ковънт Гардън (1961) е оценен като „велико оперно въплъщение“, „без съперник“. През 1962 година певецът прави блестящ дебют като Атила от едноименната опера на Верди – една от най-рядко изпълняваните творби поради трудностите, които крие. Гостува на Единбургския фестивал (1961), пее във Виена (1963), в Париж е поканен отново да запише „Борис Годунов“, пеейки отново и трите басови роли (този път, по негово предложение, и с участието на хора на Софийската опера).
В Южна Америка само за един месец през лятото на 1960 година Борис Христов изнася 24 концерта. В Северна Америка изнася серия от концерти, в това число и първият му самостоятелен в Карнеги Хол, с разнообразен концертен репертоар.
След кратко отсъствие от сцената през 1964 година поради тежка операция на мозъчен аневризъм (кръвоизлив) Борис Христов продължава кариерата си. През септември 1964 година получава в Амстердам поредно отличие: премията „Едисон - 1964“, за най-хубаво изпълнение на Борис Годунов.

### 70-те години
През 1970 година Борис Христов посещава Съветския съюз за участие в „Болшой театър“ като Борис Годунов под диригентството на Генадий Рождественски. Гастролът му е провален, тъй като му заявяват, че диригентът е получил сърдечен удар. По-късно в Лондон те все пак работят заедно и певецът разбира, че Рождественски не е имал проблем, а му е било наредено да не дирижира.
През седемдесетте години на миналия век отношенията на Борис Христов с българските власти постепенно се затоплят.
През втората половина на 70-те години той се обръща към вокалната църковна музика и за първи път прави записи в България. Изкуствоведът Атанас Божков отбелязва: „Той се върна към нашите стари църковни напеви не за да се оттегли от „класическата“ линия на своите гастроли по света, а за да ги изведе на равнището, което е постигнал, и за да защити отново мястото им в общата съкровищница на световната култура“. През октомври 1976 година Борис Христов осъществява записи в катедралата „Свети Александър Невски“ в София на църковнославянски песнопения, заедно с хора на катедралата и диригента Ангел Попконстантинов. Издадени са като грамофонна плоча „Български и руски църковни песнопения“ от „Балкантон“ следващата година, като Борис Христов взима активно участие и в самата работа по създаването на плочата.
През 1978 година отново прави записи в храм-паметника „Свети Александър Невски“ – през септември записва първата част на „Литургия Доместика“ от Александър Гречанинов, с участието на Българската хорова капела „Светослав Обретенов“ и малък струнен състав от Симфоничния оркестър на Българското радио и диригент Георги Робев. Това е първият запис в света на „Литургия Доместика“, а в изпълнението ѝ за пръв път е включен оркестър, макар и малък. Записите на Борис Христов, направени в България, се преиздават през 1983, 1987 и 1998 година от „Балкантон“.

### 80-те години
Изявите на Борис Христов в нови спектакли и концертната му дейност продължават и през 80-те години. Критикът Франсоа Лафон отбелязва през 1984 година: „Вече 70-годишен, Борис Христов продължава да пее, гласът му е почти непроменен. Неговите неотдавнашни парижки рецитали бяха триумфални“ (сп. „Льо монд дьо ла мюзик“, бр. 67). През 1986 година на концерт в „Театро Комунале“ в Болоня публиката го аплодира 10 минути. Приключва кариерата си с концерт в Българската академия за изкуство и култура в Рим на 22 юни 1986 година.
Умира в Рим на 28 юни 1993 година, но тялото му е пренесено за поклонение в софийската катедрала „Свети Александър Невски“ и е погребано в парцел 46 на Централните софийски гробища.

## Борис Христов и България след 1944 година

### Борис Христов и комунистическия режим в България
След Деветосептемврийския преврат през 1944 година отношенията на Борис Христов с комунистическата власт в България през цялото време на пребиваването му в чужбина остават напрегнати и на моменти направо враждебни.
Новата власт още от начало започва да му създава проблеми, не подновявайки българския му паспорт и създавайки пречки за музикалната му кариера.
Комунистическата Държавна сигурност (ДС) започва да го следи, както и семейството му в България, от 1946 година и продължава до октомври 1976 година, влагайки голям човешки ресурс. В архивите ѝ са съхранени агентурни донесения, преписи от следената му личната кореспонденция и други.
През 50-те години брат му Николай се разболява от рак в главата и Борис Христов прави официални постъпки да бъде пуснат за операция в Италия. Получава отказ. Изживява много тежко смъртта на брат си (1954), с когото е много близък.
На великия бас е отказвана входна виза за България. Стига се дотам, че Борис Христов не е допуснат на погребението на баща си през 1961 година. Певци от България (Николай Гяуров) са противопоставяни на него чрез интриги и задкулисни машинации.
Борис Христов се завръща в България през 1962 година, за първи път от двадесет години. Посрещнат е на летището от стотици почитатели, присъства на юбилея на хор „Гусла“. През 1967 година е допуснат в България за погребението на майка си. През 70-те години прави записи в катедралата „Свети Александър Невски“, издадени от „Балкантон“.
През 1977 година е удостоен от българското правителство със званието „Народен артист“,  през 1984 година, по случай 70-годишнината му – с орден „Народна република България“ I степен, през май 1989 година Съюзът на музикалните дейци, във връзка със 75-годишнината  му, го отличава с наградата „Златна лира“, а след това  получава и орден „13 века България“.
Въпреки тези награди обаче никога не е допуснат да пее на българска сцена, въпреки желанието му. Водени са разговори с властите, но всички обещания остават неизпълнени. Борис Христов споделя пред Нино Луканов: „Кълна ти се в паметта на мама! Десет пъти досега съм пренагласял плановете си. А ти знаеш, че за мен това не е лека задача. Десет пъти съм „стягал куфарите си“ с най-искрено желание и радост от предстоящата ми среща с родна публика. И десет пъти седмица преди отпътуването ми звънят от Комитета за култура: – Не идвай сега! Не сме готови да те посрещнем. Ние ще ти се обадим кога да гостуваш!… И така – до ден днешен!“ Отношението и действията към него са такива, че в миг на покруса той изрича през сълзи: „Цял свят ме признава – „нашите“ не!“
През септември 1987 година, „след един неприятен телефонен разговор с някакъв началник в София“, според свидетелство на съпругата му Франка, Борис Христов получава тежък инсулт. С огромна воля успява да се изправи на крака и да започне да обучава млади певци в новооткритата Българска академия за изкуство и култура, за която дарява вилата си в Рим още в 1976 година.

### Борис Христов в помощ на България
Въпреки отношението на българските власти, Борис Христов, по думите на проф. Атанас Божков, никога не е напускал България в своите чувства; „страданията си той е запазвал за себе си, а творческите си победи е свързвал винаги с нея“. Изявявайки се по целия свят, той винаги и при всички случаи представя себе си като българин. За да помага културните институции и творци в родината той не поставя никакви условия.
През 1963 година, когато е поканен за втори път да запише „Борис Годунов“ в Париж, изпълнявайки отново и трите басови роли, той предлага да бъде поканен и хорът на Софийската опера. Изпратен е представител EMI за прослушване в София, който се убеждава в преценката на Борис Христов и така хорът взима участие в записа под диригентството на Андре Клюитанс, наречен триумфален.
Също през 1963 година Борис Христов отваря пътя на българските певци Николай Гяуров и Димитър Узунов към Ла Скала – изцяло негова заслуга е привличането им като негови партньори в „Борис Годунов“. Амбициозният Гяуров, чийто брат е висш функционер на БКП, започва да говори против него и да го нарича „фашист“. Димитър Узунов, когато по-късно става директор на Софийската опера, не допуска Борис Христов да стъпи на сцената ѝ, отказвайки му гостуване.
През 1970 година Борис Христов е поканен да гостува в оперния театър Сан Карло (Неапол) в „Борис Годунов“ със състава на Белградската опера. Той отхвърля предложението и убеждава ръководството на театъра да покани състава на Софийската опера, препоръчвайки го като от много по-висока класа. Спектаклите са пет, под диригентството на Асен Найденов, в главната роля Борис Христов, със солистите и хора на българската опера и оркестъра на Сан Карло, и имат огромен успех. Найденов си спомня: „Всички спектакли преминаха на равнището на тържествени премиери, при препълнена зала и с огромен успех. Това се дължеше най-вече на Борис Христов. Неговото неизменно и постоянно присъствие еднакво въодушевяваше и солистите и хористите, и оркестъра. Всеки от тях се стараеше пределно да допринесе с всички сили за възможното най-добро изпълнение на „Борис Годунов“. Това ме окриляше като диригент и аз непрестанно чувствах около себе си една великолепна творческа атмосфера, която ме въодушевяваше“.

### Дарителство
През 1976 година дарява на българската държава вилата си в Рим (ул. „Мадона ди Кампильо“ 6), оценена тогава на 5 и половина милиона долара, за създаване на Българска академия – в града още в XVII век е открита Френска академия, в XVIII век – немска, а след това и на Русия, САЩ, Япония, Румъния, Унгария. Борис Христов е „воден от любов към България и с цел да подпомага младите таланти и да съдейства за развитието на изкуството и на културата“. Идеята е Академията да бъде център за усъвършенстване на млади български таланти в музиката и други изкуства, да има обединяваща роля при проучванията на историческите и художествени извори, свързани с българската култура и история, да обобщава опита на процесите в западноевропейската култура, да обогатява българската културна пропаганда в Италия. Академията е открита чак след 10 години (22 юни 1986). Първите специализанти пристигат в началото на 1988 година; въпреки влошеното си здраве, Борис Христов ги приема като свои лични ученици, а за тях всеки урок с маестрото „се равняваше на години творчески търсения, на преосмисляне <...> Той никога не се занимаваше с простите проблеми на вокализма, а навлизаше много по-дълбоко“ (Пламен Христов). За съжаление дейността на Академията се затруднява от организационни неуредици и стремежи прекрасната вила да се използва само като един удобен хотел за „по-първа ръка гости“ и тя не успява да се развие до мечтаното от него ниво.
Борис Христов дарява и къщата си с дворното място в София на ул. „Цар Самуил“ № 43. Идеята му е в нея да се създаде школа за усъвършенстване на млади и даровити български оперни певци, а след две години най-перспективните от тях да продължават подготовката си в Италия, пак в неговия дом, дарен за академия. Желанието му е да им предаде своя опит и знания, да им отвори пътя към световните сцени. Предвижда в бащината му къща да има музей (театрални костюми, реквизити и пр.), а на по-горен, нов етаж да се подреди ценната му колекция от картини и библиотеката му; на следващ етаж да има един-два апартамента, в които да отсяда, идвайки да обучава певците. Основното обучение да се провежда в дядовата му къща, която е по-навътре в двора, там да има камерна зала с 30 – 40 места, а в близост до нея – звукозаписно студио за нуждите на обучаващите се. През 1977 година подписва дарение на софийските си имоти на държавата, в лицето на Комитета за култура, ръководен от Людмила Живкова, обещаваща да направи всичко, за да заработи до две години замислената академия. Това обаче не се случва.

## Възгледи
Борис Христов оставя ярка следа не само с големия си талант, но и с огромната обич към родината си и стремежа да помага и поддържа всичко българско. Прекарал голяма част от живота си по световните сцени и извън България, маестрото пази българския си паспорт през целия си живот, въпреки че това му коства някои неприятности заради социалистическия режим в България, а същевременно и самата социалистическа власт му създава неприятности.
През 1968 година композиторът от югославска Македония Кирил Македонски му изпраща писмо, с което го уведомява за написана от него опера „Самуил“, като пита Борис Христов дали би се съгласил да му изпрати партитурата на операта за преценка и евентуално одобрение и да отговори, готов ли е да пее на премиерата, която ще се състои в Открития театър на Скопското кале. Композиторът уверява Борис Христов, че е осигурил за неговото участие хонорар в долари по най-високите размери, каквито певецът получава на западните сцени. Борис Христов проявява професионален интерес към операта на младия автор и иска от него да му изпрати либретото и нотния материал. От него е видно, че Самуил е титулуван като македонски княз, а останалият персонаж са дейци от някаква си македонска нация. Борис Христов отказва участие със следното писмо:
| „ | Господин Македонски, Получих програмата на „ВАШИЯ“ Цар Самуил за скопската сцена. Защо ми я изпратихте обаче не можах да разбера, като Вие знаете отдавна моето мнение, което е мнение и на всеки българин. Тягостно впечатление ми направи предговорът на Д. Ташковски, който е пълен с нелепи съждения и с изопачавания на исторически истини, които не могат да направят впечатление дори на невежи хора. Вие знаете, че моят род произхожда от този край на България, в който Вий живеете и който се нарича Македония, която е била и ще бъде център на най-здравия български национален дух, така както цар Самуил е бил и ще остане в световната история цар Болгарский. Желая Вам и на Вашето семейство Честита Нова година. 12 януари 1969 г., Борис Христов | “ |

Борис Христов излива възмущението си и в писмо до Любен Живков от 1 септември 1969 година:
| „ | ...През време на тази зима композиторът Македонски имà тупето да ми изпрати една програма от премиерното представление на „Цар Самуил“ в „Македонския народен театър“ в Скопие. Изпращам ти прибавено към писмото фотокопие от предговора към програмата – пример на официално предателство към род, родина и човешко достойнство, и фотокопие на моето кратко писмо-отговор. Без да коментирам повече, искам да ти съобщя, че ще страдам, докато не видя тези двама български юроди, да им извия врата, да им изтегля ушите и да ги изпратя по дяволите с един мощен и свещен ритник... Боже, успокой раба твоего Бориса! | “ |

По-късно получава писмо от композитора, в което пише: „И аз мисля като вас за всичко, което ми пишете. Ако някога се видим, ще ви разкажа много неща, които вие не знаете“.

## Творчески принципи
Борис Христов държи да пее музикалните творби на оригиналния език. „Истинската музикална стойност на една оперна творба може да се схване само тогава, когато тя се пее на езика, на който е създадена“, казва той. При първия си гастрол в Ковънт Гардън пее партията на Борис Годунов на руски. На изпращането му след големия успех, при пожеланието следващия път да пее на английски той отговаря с друго пожелание – следващия път цялата опера да се изпълни на руски; така и става при гостуването му през 1959 година, така става и при гастролите му в Сан Франциско и Чикаго.
Характерно за Борис Христов е, че освен либретото и партитурата, за пресъздаването на образите на героите той задълбоченото проучва съответната историческа епоха. Подготвяйки се за ролята на крал Филип II от „Дон Карлос“, той се oбръща към четиритомна история на испанското средновековие и други изследвания, за да проникне задълбочено в епохата и в образа, чиято интерпретация след това удивлява с реалистичност, психологическо вдълбочаване и артистичност. За песенното творчество на Мусоргски Борис Христов казва: „А посветих дълги години на проблемата за тълкуването му. Проникнах се от мисълта му и от обстоятелствата на неговия живот, за да разбера неговото изкуство“. Външното оформяне на образа за Христов също е важна задача. „Борис работи като същински учен“, казва баща му. 

## Репертоар

### Оперен репертоар
Борис Христов е познат предимно с изпълненията си в опери от Верди и в такива от руски композитори. Особено място в репертоара му заема ролята на Борис в „Борис Годунов“ – счита се, че е най-добрият изпълнител на тази роля, както и на Филип II в „Дон Карлос“ и Мефистофел във „Фауст“. Алфред Рубинщайн казва за него: „Грехота е да се сравнява Борис Христов с Шаляпин. Да, Шаляпин е велик певец, но Борис Христов е единствен, неповторим и няма да се роди друг като него“.
Още в началото на артистичната си кариера Борис Христов връща на сцените операта  „Хованщина“ от Модест Мусоргски, характерна с новаторството на композитора. За нея той пише на родителите си: „Тази опера е почнала да жълтее в архивите на италианските театри. Хората дори не искаха да си я спомнят, защото в миналото беше представена от италианци в жалка форма, специално в партията на Досифей. Спомних си, че Шаляпин е пял тази роля, и съсредоточих вниманието си върху нея“. „Възкресението“ на операта е със спектакъла на режисьора Александър Санин в триесткия театър „Джузепе Верди“ на 17 февруари 1948 година, посрещнат с голям възторг, след който следва все по-честата ѝ поява по италианските театри.
Репертоарът му включва всички големи роли: Да Силва в „Ернани“, Фиеско в „Симоне Боканегра“ – Гуардиан „Силата на съдбата“, Прочида – „Сицилиански вечерни“, Захария – „Набуко“, Атила – „Атила“ от Верди, Мефистофел – „Мефистофел“ от Боито, Иван Сусанин в „Живот за царя“ от Глинка, Досифей в „Хованщина“ от Мусоргски, Княз Галитски и хан Кончак в „Княз Игор“ от Бородин, като единственият певец след Шаляпин, който изпълнява двете роли в един спектакъл – Кончак и Галитски.
Пресъздал изключително много роли (към 1954 година в повече от 40 опери) в един момент Борис Христов заявява: „В досегашната си практика съм изпълнил преголям брой роли, ала напоследък изпълнявам главно басови роли в около 10 опери. В тези роли съм се специализирал и смятам, че и другите певци трябва да следват този съвет“.

### Песенен репертоар
Една от целите на Борис Христов е да запише всички песни на Модест Мусоргски и на т.нар. Велика петорка. Той споделя: „Докато не запиша песните на всички композитори от кръжока „Могучая кучка“ на Гречанинов, Даргомижски, Глинка и Чайковски, за мене няма почивка и спокойствие. <...> Заедно с тях ще пусна и няколко български народни песни, които записах напоследък – две родопски песни, една на Добри Христов, една македонска народна песен и още една народна песен в разработка на Георги Спасов. Интересуват ме песните и на съвременни наши композитори. Като завърша всички руски песенници, ще се обърна към немската класика. Захванал съм и нещо друго - работя над антология на българската народна песен. Това дело е започнал моя баща. Досега той е събрал 800 песни. Именно върху този голям материал работя“.

### Църковна музика
Борис Христов се доказва и като отличен изпълнител на вокална църковна музика.  Църковните песнопения, които записва, са единствени по рода си и нямат аналог като изключително певческо и вокално майсторство. Борис Христов пръв записва „Литургия Доместика“ на Гречанинов (с Българската хорова капела „Светослав Обретенов“), заради която композиторът е отлъчен от Руската православна църква и умира забравен в Париж. „Литургия Доместика“ е монументално произведение, единствено по рода си.
Сред произведенията, които изпълнява, има и руски песни, издадени през 1999 година от „Балкантон“ по повод 85-годишнината от рождението на певеца.
| Роля                                        | Заглавие                      | Автор      |
| ------------------------------------------- | ----------------------------- | ---------- |
| Оровезо                                     | Норма                         | Белини     |
| Сър Джорджо                                 | Пуритани                      | Белини     |
| Роко                                        | Фиделио                       | Бетовен    |
| Мефистофел                                  | Мефистофел                    | Бойто      |
| Галицки Кончак                              | Княз Игор                     | Бородин    |
| Каспар                                      | Вълшебният стрелец            | Вебер      |
| Хаген                                       | Залезът на боговете           | Вагнер     |
| Хайнрих II Птицелов                         | Лоенгрин                      | Вагнер     |
| Погнер                                      | Нюрнбергските майстори певци  | Вагнер     |
| Гурнеманц                                   | Парсифал                      | Вагнер     |
| Херман                                      | Танхойзер                     | Вагнер     |
| Крал Марк                                   | Тристан и Изолда              | Вагнер     |
| Рамфис                                      | Аида                          | Верди      |
| Атила                                       | Атила                         | Верди      |
| Филип II                                    | Дон Карлос                    | Верди      |
| Дон Руи Гомес де Силва                      | Ернани                        | Верди      |
| Банко                                       | Макбет                        | Верди      |
| Закария                                     | Набуко                        | Верди      |
| Граф Максимилиян                            | Разбойници                    | Верди      |
| Падре Гуардиано                             | Силата на съдбата             | Верди      |
| Якопо Фиеско                                | Симон Боканегра               | Верди      |
| Джовани да Прочида                          | Сицилианска вечерня           | Верди      |
| Иван Сусанин                                | Живот за царя                 | Глинка     |
| Агамемнон                                   | Ифигения в Авлида             | Глук       |
| Мефистофел                                  | Фауст                         | Гуно       |
| Енрико (Хенри VIII)                         | Анна Болейн                   | Доницети   |
| Слепият                                     | Ирис                          | Маскани    |
| Дон Кихот                                   | Дон Кихот                     | Масне      |
| Сенека                                      | Коронацията на Попея          | Монтеверди |
| Ахиор                                       | Освободената Бетулия (KV 118) | Моцарт     |
| Зарастро                                    | Вълшебната флейта             | Моцарт     |
| Борис Годунов Пимен Авраам                  | Борис Годунов                 | Мусоргски  |
| Досифей                                     | Хованщина                     | Мусоргски  |
| Черевик                                     | Сорочинският панаир           | Мусоргски  |
| Кралят Спатия                               | Любовта към трите портокала   | Прокофиев  |
| Колин                                       | Бохеми                        | Пучини     |
| Мойсей                                      | Мойсей                        | Росини     |
| Дон Базилио                                 | Севилският бръснар            | Росини     |
| Креон                                       | Орфей и Евридика              | Хайдн      |
| Юлий Цезар                                  | Юлий Цезар в Египет           | Хендел     |
| Началникът на полицията Търговецът на злато | Кардилак                      | Хиндемит   |
| Кочубей                                     | Мазепа                        | Чайковски  |
| Граф Робинзон                               | Тайният брак                  | Чимароза   |

## Дискография

### Студийни записи
- Борис Годунов – Борис Христов (Boris Christoff) (в ролите на Борис, Варлаам и Пимен), Николай Геда (Nicolai Gedda), Ким Борг (Kim Borg), Евгения Зареска (Eugenia Zareska), Людмила Лебедева (Ludmilla Lebedeva), диригент Исай Добровен (Issay Dobrowen) – HMV, 1952
- Дон Карлос – Марио Филипески (Mario Filippeschi), Борис Христов (Boris Christoff), Антониета Стела (Antonietta Stella), Тито Гоби (Tito Gobbi), Елена Николай (Elena Nicolai), Джулио Нери (Giulio Neri), диригент Габриеле Сантини (Gabriele Santini) – EMI, 1954
- Аида – Зинка Миланов (Zinka Milanov), Юси Бьорлинг (Jussi Björling), Федора Барбиери (Fedora Barbieri), Леонард Уорън (Leonard Warren), Борис Христов (Boris Christoff), дир. Йонел Перлеа (Jonel Perlea) – RCA, 1955
- Мефистофел – Борис Христов (Boris Christoff), Джачинто Прандели (Giacinto Prandelli), Ориета Москучи (Orietta Moscucci), дир. Виторио Гуи (Vittorio Gui) – HMV, 1956
- Симоне Боканегра – Тито Гоби (Tito Gobbi), Виктория де лос Анхелес (Victoria de los Ángeles), Борис Христов (Boris Christoff), Джузепе Кампора (Giuseppe Campora), дир. Габриеле Сантини (Gabriele Santini) – HMV, 1957
- Живот за царя – Борис Христов (Boris Christoff), Тереза Щих-Рандал (Teresa Stich-Randall), Мелани Бугаринович (Melanie Bugarinovic), Николай Геда (Nicolai Gedda), дир. Игор Маркевич (Igor Markevitch) – HMV, 1957
- Фауст – Николай Геда (Nicolai Gedda), Борис Христов (Boris Christoff), Виктория де лос Анхелес (Victoria de los Ángeles), Ернест Бланк (Ernest Blanc), дир. Андре Клюитанс (André Cluytens) – HMV, 1958
- Реквием (Верди) – Борис Христов (Boris Christoff), Шакен Вартенисян (Shakeh Vartenissian), Фиоренца Косото (Fiorenza Cossotto), Еудженио Фернанди (Eugenio Fernandi), дир. Тулио Серафин (Tullio Serafin) – Columbia/EMI, 1959
- Дон Карлос – Фавиано Лабо (Flaviano Labò), Борис Христов (Boris Christoff), Антониета Стела (Antonietta Stella), Еторе Бастианини (Ettore Bastianini), Фиоренца Косото (Fiorenza Cossotto), дир. Габриеле Сантини (Gabriele Santini) – Deutsche Grammophon, 1961
- Княз Игор – Костадин Шекерлийски (Costantin Cekerlijski), Юлия Винер-Ченишева (Julia Wiener), Тодор Тодоров (Todor Todorov), Борис Христов (Boris Christoff), дир. Йежи Семков (Jerzy Semkov) – EMI, 1967

### Записи на живо
- Макбет – Паоло Силвери, Луси Келстън, Борис Христов, Анджело Меркуриали, дир. Марио Роси. RAI-Торино 1949 г. Чарлз Ханделман
- Тайният брак, с Сесто Брускантини, Алда Нони, Тито Шипа, Федора Барбиери, Хилде Гуден, дир. Марио Роси. Ла Скала 1949 Мелодрама
- Парсифал (на италиански) – Африко Балдели, Мария Калас, Борис Христов, Роландо Панерай, дир. Виторио Гуи. RAI-Milan 1950 Cetra/Fono Entreprise
- Борис Годунов (на италиански) – Борис Христов, Мирто Пики, Дмитрий Лопато, Джузепе Модести, Рина Корси, Фернанда Кадони, Анджело Меркуриали, дир. Артур Родзински. RAI-Roma 1952 GOP
- Норма – Мария Калас, Елена Николай, Франко Корели, Борис Христов, дир. Антонио Вото. Триест 1953 Мелодрама/IDIS
- Мазепа (итал.) – Еторе Бастианини, Борис Христов, Магда Оливеро, Мариана Радев, дир. Ionel Perlea – Флоренция 1954 Zither/GOP/Melodram
- Сицилиански вечерни – Карло Талябуе, Анита Черкети, Марио Ортика, Борис Христов, дир. Марио Роси. RAI-Торино 1955 Myto/Walhall
- Дон Кихот (на италиански) – Борис Христов, Тереза Берганца, Карло Бадиоли, дир. Алфредо Симонето. RAI-Милано 1957 г. Cetra/Myto/Gala
- Ернани – Марио дел Монако, Анита Черкети, Еторе Бастианини, Борис Христов, дир. Димитри Митропулос. Флоренция 1957 Myto/Opera D'Oro
- Силата на съдбата – Анита Черкети, Пиер Миранда Фераро, Алдо Проти, Борис Христов, дир. Nino Sanzogno. RAI-Roma 1957 Bongiovanni/Myto/CBS Sony
- Силата на съдбата (видео-RAI) – Рената Тебалди, Франко Корели, Еторе Бастианини, Борис Христов, дир. Франческо Молинари Прадели. Неапол 1958 Legato Classics/Hardy Classic (DVD); Melodram/Bongiovanni (само аудио)
- Дон Карлос – Джон Викърс, Борис Христов, Тито Гоби, Гре Брауенстин, Федора Барбиери, дир. Карло Мария Джулини. Лондон 1958 изд. Мито
- Дон Карлос – Еухенио Фернанди, Борис Христов, Сена Юринак, Еторе Бастианини, Реджина Резник, дир. Нело Санти. Залцбург 1960 изд. Мелодрама/Бела Войс
- Дон Карлос – Ричард Тъкър, Борис Христов, Маргерита Роберти, Тито Гоби, Джулиета Симионато, дир. Антонио Вото. Чикаго 1960 GOP/Living Stage
- Атила – Борис Христов, Маргарита Роберти, Джанджакомо Гуелфи, Гастоне Лимарили, дир. Бруно Бартолети. Флоренция 1962 Arkadia/Myto/Opera Lovers
- Дон Карлос – Бруно Преведи, Борис Христов, Гуинет Джоунс, Питър Глосъп, Рита Гор, дир. Едуард Даунс. Лондон 1966 House of Opera/Oriel
- Коронясването на Попея – Клаудия Парада, Мирто Пики, Мирела Паруто, Борис Христов, дир. Карло Франчи. Флоренция 1966 изд. Златна работа
- Ернани – Бруно Преведи, Монсерат Кабайе, Питър Глосоп, Борис Христов, дир. Gianandrea Gavazzeni. Rai-Roma 1968 New Era/Opera D'Oro
- Дон Карлос – Хуан Онсина, Борис Христов, Марио Петри, Мария Кандида, Мирела Паруто, дир. Карло Франчи. Венеция 1969 Mondo Musica/Премиера на опера
- Мойсей (на италиански) – Борис Христов, Габриела Тучи, Франко Талявини, Плинио Клабаси, Лино Пулизи, дир. Бруно Бартолети. Рим 1971 изд. gds разширение
- Разбойниците – Илва Лигабуе, Джани Раймонди, Ренато Брузон, Борис Христов, дир. Gianandrea Gavazzeni. Рим 1972 Bongiovanni/Opera D'Oro

### Дискография (България)
| Година | Албум                                                                         | Вид  | Издател   | Каталожен номер           |
| ------ | ----------------------------------------------------------------------------- | ---- | --------- | ------------------------- |
|        | „Ария на Филип“                                                               | SP   | Радиопром | 1457                      |
|        | „Пролог из оп. Мефистофел“/ „Ария на Мефистофел“                              | SP   | Радиопром | 1459                      |
|        | „Монолог на Пимен“                                                            | SP   | Радиопром | 1517                      |
|        | „Оперен рецитал на Борис Христов“                                             | LP   | Балкантон | ВОА 284                   |
|        | „Рецитал на Борис Христов“                                                    | 3 LP | Балкантон | ВКА 476, ВОА 477, ВОА 478 |
| 1977   | „Борис Христов. Български и руски църковни песнопения“                        | LP   | Балкантон | ККХ 1006                  |
| 1981   | „Борис Христов“                                                               | 2 LP | Балкантон | ВХА 10371, ВХА 10372      |
| 1981   | „Борис Христов. Оперен рецитал“                                               | LP   | Балкантон | ВОА 10404                 |
| 1983   | „Портрет на артиста Борис Христов. Руски народни песни и църковни песнопения“ | 2 LP | Балкантон | ВОА 11097, ВОА 11098      |
| 1984   | „Борис Христов. Български и руски църковни песнопения“                        | MC   | Балкантон | ВХМС 7085                 |
| 1987   | „Борис Христов – бас. Песни от Гречанинов“                                    | LP   | Балкантон | ВКА 11754                 |
| 1992   | „Борис Христов. Песни и арии“                                                 | MC   | Балкантон | ВОМС 7636                 |
| 1998   | „Борис Христов. Български и руски църковни песнопения“                        | CD   | Балкантон | 050046                    |
| 1999   | „Борис Христов. Арии из руската оперна класика“                               | CD   | Балкантон | 010208                    |
| 1999   | „Борис Христов. Руски песни“                                                  | CD   | Балкантон | 030206                    |

## Отличия
- Командор на Италианската република[65]
- Командор на Ордена на кавалерите на светите апостоли Петър и Павел (Бразилия)[65]
- Народен артист (България)
- Доктор хонорис кауза на парижката „Гранд опера“ (1953)[94]

Носител е на многобройни музикални награди, сред които Grand Prix du Disque (1953) – голямата международна награда на Френската академия за грамофонни записи, Academie du Disque Francais (1953, 1957), Academie Charles Cros (1953, 1954, 1955, 1956, 1957, 1958), премия „Едисон“ (1964), награда Сонинг (1969) и други.

## Родословие
|                                         |                                         |                                         |                                         |                                         |                                         |  |  |                               |                               |                               |                               | Петър Совичанов                     |                                     |                                     |                                     |                                     |                                     |                  |                  |                        |                        |                        |                        |                        |                        |                 |                 |                 |                 |  |  |
|                                         |                                         |                                         |                                         |                                         |                                         |  |  |                               |                               |                               |                               |                                     |                                     |                                     |                                     |                                     |                                     |                  |                  |                        |                        |                        |                        |                        |                        |                 |                 |                 |                 |  |  |
|                                         |                                         |                                         |                                         |                                         |                                         |  |  |                               |                               |                               |                               | Христо Совичанов (1843 – след 1918) | Христо Совичанов (1843 – след 1918) | Христо Совичанов (1843 – след 1918) | Христо Совичанов (1843 – след 1918) | Христо Совичанов (1843 – след 1918) | Христо Совичанов (1843 – след 1918) |                  |                  | Анастасия Каранджулова | Анастасия Каранджулова | Анастасия Каранджулова | Анастасия Каранджулова | Анастасия Каранджулова | Анастасия Каранджулова |                 |                 |                 |                 |  |  |
|                                         |                                         |                                         |                                         |                                         |                                         |  |  |                               |                               |                               |                               | Христо Совичанов (1843 – след 1918) | Христо Совичанов (1843 – след 1918) | Христо Совичанов (1843 – след 1918) | Христо Совичанов (1843 – след 1918) | Христо Совичанов (1843 – след 1918) | Христо Совичанов (1843 – след 1918) |                  |                  | Анастасия Каранджулова | Анастасия Каранджулова | Анастасия Каранджулова | Анастасия Каранджулова | Анастасия Каранджулова | Анастасия Каранджулова |                 |                 |                 |                 |  |  |
|                                         |                                         |                                         |                                         |                                         |                                         |  |  |                               |                               |                               |                               |                                     |                                     |                                     |                                     |                                     |                                     |                  |                  |                        |                        |                        |                        |                        |                        |                 |                 |                 |                 |  |  |
|                                         |                                         |                                         |                                         |                                         |                                         |  |  |                               |                               |                               |                               |                                     |                                     |                                     |                                     |                                     |                                     |                  |                  |                        |                        |                        |                        |                        |                        |                 |                 |                 |                 |  |  |
| Райна Тодорова Попиванова (1884 – 1967) | Райна Тодорова Попиванова (1884 – 1967) | Райна Тодорова Попиванова (1884 – 1967) | Райна Тодорова Попиванова (1884 – 1967) | Райна Тодорова Попиванова (1884 – 1967) | Райна Тодорова Попиванова (1884 – 1967) |  |  | Кирил Христов (1878 – 1961)   | Кирил Христов (1878 – 1961)   | Кирил Христов (1878 – 1961)   | Кирил Христов (1878 – 1961)   | Кирил Христов (1878 – 1961)         | Кирил Христов (1878 – 1961)         |                                     |                                     | Георги Совичанов                    | Георги Совичанов                    | Георги Совичанов | Георги Совичанов | Георги Совичанов       | Георги Совичанов       |                        |                        | Олга Совичанова        | Олга Совичанова        | Олга Совичанова | Олга Совичанова | Олга Совичанова | Олга Совичанова |  |  |
| Райна Тодорова Попиванова (1884 – 1967) | Райна Тодорова Попиванова (1884 – 1967) | Райна Тодорова Попиванова (1884 – 1967) | Райна Тодорова Попиванова (1884 – 1967) | Райна Тодорова Попиванова (1884 – 1967) | Райна Тодорова Попиванова (1884 – 1967) |  |  | Кирил Христов (1878 – 1961)   | Кирил Христов (1878 – 1961)   | Кирил Христов (1878 – 1961)   | Кирил Христов (1878 – 1961)   | Кирил Христов (1878 – 1961)         | Кирил Христов (1878 – 1961)         |                                     |                                     | Георги Совичанов                    | Георги Совичанов                    | Георги Совичанов | Георги Совичанов | Георги Совичанов       | Георги Совичанов       |                        |                        | Олга Совичанова        | Олга Совичанова        | Олга Совичанова | Олга Совичанова | Олга Совичанова | Олга Совичанова |  |  |
|                                         |                                         |                                         |                                         |                                         |                                         |  |  |                               |                               |                               |                               |                                     |                                     |                                     |                                     |                                     |                                     |                  |                  |                        |                        |                        |                        |                        |                        |                 |                 |                 |                 |  |  |
|                                         |                                         |                                         |                                         |                                         |                                         |  |  |                               |                               |                               |                               |                                     |                                     |                                     |                                     |                                     |                                     |                  |                  |                        |                        |                        |                        |                        |                        |                 |                 |                 |                 |  |  |
| Борис Христов (1914 – 1993)             | Борис Христов (1914 – 1993)             | Борис Христов (1914 – 1993)             | Борис Христов (1914 – 1993)             | Борис Христов (1914 – 1993)             | Борис Христов (1914 – 1993)             |  |  | Николай Христов (1907 – 1954) | Николай Христов (1907 – 1954) | Николай Христов (1907 – 1954) | Николай Христов (1907 – 1954) | Николай Христов (1907 – 1954)       | Николай Христов (1907 – 1954)       |                                     |                                     |                                     |                                     |                  |                  |                        |                        |                        |                        |                        |                        |                 |                 |                 |                 |  |  |

## Галерия
- Братята Николай Христов (вляво) и Борис Христов
- Борис Христов и Пенка Касабова. Гърция, 6 април 1942
- Борис Христов

## За него

### Книги
- Олга Дейкова. Борис Христов. София, Наука и изкуство, 1965. 155 стр., 50 снимки.
- Атанас Божков. Борис Христов. София, Изд. Музика, 1985, 231 стр. Sommario in italiano. Summary in English; 2 изд. 2000, Пловдив/София, Изд. Полиграф Пловдив/Булвест 2000 София, 176 стр. ISBN 954-18-0024-6
- Ваня Правчанска-Иванова, Николай Правчански. Срещи с Борис Христов. 2 доп. изд., София, Музика, 1990. ISBN 954-405-025-6
- Карло Курами, Маурицио Модуньо. Борис Христов: Живот, глас, изкуство. София, Литературен форум, 1998, 510 стр., ISBN 954-8121-94-8; преиздадена 2014
- Нино Луканов. Борис Христов. Незабравими мигове от едно приятелство. Стара Загора, Литера принт АД, 2004, 559 стр. ISBN 954-487-054-7
- Пенка Касабова. Любов и талант (младостта на Борис Христов). Стара Загора, Литера принт АД, 2013. ISBN 978-954-487-107-9
- Петко Мангачев. Борис Христов в архивите на Държавна сигурност. София, Колбис, 2014. ISBN 987-954-8921-86-2
- Carlo Curami, Maurizio Modugno. BORIS CHRISTOFF. La vita, la voce, l'arte. Azzali; prima edizione (1 gennaio 1970), 467 pagine
- Maurizio Modugno. Boris Christoff. LIRICA, N 29, 1987

### Филми
- Борис Христов – Мигове от живота и сцената (1987) – реж. Людмил Трифонов[97]
- Борис Христов – Песента е целият ми живот (1987) – реж. Людмил Трифонов[97]
- Борис Христов – Срещи в България (1987) – реж. Людмил Трифонов[97]
- Борис Христов – Портрет на един глас (2014)[98][99]
- Борис Христов – С името на България (2014)[100]
- Борис Христов – Началото (2014)[101]
- Молитвата на Борис Христов (2014) – реж. Магдалена Манолова[102]
- Гласът, който моли Бога за България (2014) – реж. Росен Елезов[103]
- Писмо от Тоскана (2014) – реж. Ема Константинова[104]
- Борис Христов – следи в безкрая на времето (2016)[105]
- Заветът на Борис Христов (2021)[106]

### Памет
- В София на площад „Св. Александър Невски“ срещу храма, в който е пял и в който е опят, е поставен бюст на Борис Христов.[107]
- На Борис Христов е наречена улица в София (Карта).
- Къщата му в София на „Цар Самуил“ № 43 е превърната в музей.
- Фестивал на изкуствата „Борис Христов“ се провежда всяка година в къщата музей в София.[108]
- В Пловдив, където Борис Христов е роден, пред Дома на културата, който носи неговото име, е поставен паметник на певеца,[109] а във фоайето – брозов бюст от Красимир Русев.[110]
- В Стара Загора на сградата на Старозагорската опера е поставена паметна плоча на Борис Христов (2014), във връзка с посещението му в града през 1985 година.[111]
- В Стара Загора е създадено Музикално общество „Борис Христов“.[112]
- В Пазарджик, където Борис Христов е бил стажант-съдия, пред Съдебната палата е поставен негов бюст-паметник.[113]
- В Антарктида на негово име е наречен скалист връх – Христов камък (Christoff Cliff).[114][115]

### Архиви
- В Централния държавен архив на България (фонд 1528) и в Българския исторически архив (фонд 911) се съхраняват документи за живота и творчеството му.[116] В архивите на Държавна сигурност се пазят документи за него и семейството му.[117]